# همی‌پلژی
پلژی به معنی فلج کامل در عضلات به خصوص اندام‌ها است. همی پلژی (Hemiplegia) به معنی فلج کامل دست، پا وتنه در یک سمت بدن مثلاً سمت راست.
علت پلژی می‌تواند به اعصاب یا عضلات مربوط باشد مانند سکته مغزی، دیستروفی عضلانی و ضایعه نخاعی. فلج نسبی یک نیمه بدن را همی پارزی گویند.

## فلج صورت
فلج صورت، نوعی ضعف یا شل شدن عضلات صورت و فک است که باعث افتادگی یک ناحیه از صورت می‌شود که دلایل ابتلا به این عارضه در افراد متفاوت است. از دست دادن توانایی حرکت صورت به علت بروز آسیب در اعصاب صورت باعث شل شدن عضلات و بیحسی یک یا دو طرف صورت می‌شود.
یکی از مهمترین عوارضی که به سبب فلج شدن صورت برای فرد رخ می‌دهد این است که در ناحیه آسیب دیده و فلج شده، پلک به طور کامل بسته نمی‌شود و این ضعف در نهایت باعث خشکی چشم می‌گردد که باید برای این افراد به طور موقت و با مشورت پزشک از قطره اشک مصنوعی استفاده شود.